# Exceso enantiomérico
En estereoquímica, el exceso enantiomérico (ee) de una sustancia es una medida de cuán pura es. En este caso, la impureza es el enantiómero indeseado: la imagen especular de un compuesto quiral.

## Definición
El exceso enantiomérico está definido como la diferencia absoluta entre la fracción molar de cada enantiómero:
{\displaystyle \ ee=|F_{+}-F_{-}|}
donde
{\displaystyle \ F_{+}+F_{-}=1}
En la práctica, se le suele expresar como un exceso enantiomérico porcentual.
{\displaystyle \ ee=([\alpha ]_{obs}/[\alpha ]_{max})\times 100} (1)
El exceso enantiomérico puede ser determinado de otra forma, si se conoce la cantidad de cada enantiómero producido. Si se conoce los moles de cada enantiómero producido, entonces:
{\displaystyle \ ee=((R-S)/(R+S))\times 100} (2)
{\displaystyle \ R} y {\displaystyle \ S} son las respectivas fracciones de los enantiómeros en una mezcla tal que
{\displaystyle \ R+S=1}
El exceso enantiómerico es utilizado como uno de los indicadores de éxito de una síntesis asimétrica. Para mezclas de diastereómeros, hay definiciones y usos análogos para exceso diastereomérico (de, del inglés: diastereomeric excess) y exceso diastereomérico porcentual.
Como ejemplo, una muestra con 70% de isómero R y 30% de isómero S tendrá un exceso enantiomérico del 40%. Esto también puede ser interpretado como una mezcla de 40% el enantiómero R puro, con 60% de la mezcla racémica (que contribuye con el 30% de la forma R y 30% de la forma S de la composición global).
Una mezcla no-racémica de dos enantiómeros tendrá una rotación óptica neta. Es posible determinar la rotación específica de la mezcla y, con el conocimiento de la rotación específica del enantiómero puro, puede determinarse la pureza óptica (o.p., del inglés: optical purity).
{\displaystyle \ o.p.=([\alpha ]_{obs}/[\alpha ]_{max})}
Idealmente, la contribución de cada componente de la mezcla a la rotación óptica total es directamente proporcional a su fracción molar, y como resultado, el valor numérico de la pureza óptica es idéntica al exceso enantiomérico. Esto ha llevado al uso informar de ambos términos como si fueran intercambiables, especialmente debido a que la pureza óptica era la forma tradicional de medir el exceso enantiomérico. Sin embargo, ahora se puede utilizar otros métodos para medir la cantidad de cada enantiómero individualmente, tales como la cromatografía quiral de columna y la espectroscopia RMN.
La equivalencia ideal entre exceso enantiomérico y pureza óptica no siempre se mantiene. Por ejemplo,
- la rotación específica del ácido (S)-2-etil-2-metilsuccínico resulta ser dependiente de la concentración.
- en lo que ahora se conoce como el efecto Horeau, la relación entre el exceso enantiomérico molar y el exceso enantiomérico basado en la rotación óptica puede no ser lineal, como en el ejemplo del ácido succínico en que la actividad óptica a 50% ee es menor que la esperada.
- la rotación específica del 1-feniletanol enantiopuro puede mejorarse por la adición de acetofenona aquiral como impureza.

El término exceso enantiomérico fue introducido en 1971 por Morrison y Mosher en su publicación Asymmetric Organic Reactions. El uso del exceso enantiomérico se estableció debido a sus lazos históricos con la rotación óptica. Se ha sugerido que el concepto de exceso enantiomérico (ee) sea sustituido por el de razón enantiómerica (er, del inglés: enantiomeric ratio), seguido de la relación (S:R) o q (S/R), debido a que la determinación de la pureza óptica ha sido reemplazada por otras técnicas que miden directamente R y S, y debido a que simplifica los tratamientos matemáticos tales como el cálculo de constantes de equilibrio y velocidades de reacción relativas. Los mismos argumentos son válidos para el cambio de exceso diastereomérico (de) a razón diastereomérica (dr, del inglés: diastereomeric ratio).